# Hybrid Air Vehicles Airlander 10
Airlander 10 é uma aeronave híbrida [en], desenvolvida e produzida pela empresa britânica Hybrid Air Vehicles, localizada no condado de Bedfordshire. Pode transportar até 9 980 kg (22 000 lb), voar continuamente por cinco dias a uma velocidade de 148 km/h e pousar em terra, água e gelo.

## Desenvolvimento e características
Construída em 2013 para o Exército dos Estados Unidos, que desistiu do projeto depois de corte de orçamentos, tem 92 metros de comprimento e 38 000 m³ de volume. É a maior aeronave do mundo, cujo conceito de navegação é similar ao dos dirigíveis Zeppelin. É bem menor que o LZ 129 Hindenburg, que se notabilizou pelo trágico incêndio ocorrido em 1937 em Nova Jersey, com 245 metros de comprimento e 200 000 m³ de volume.
Com um custo de 73 milhões de euros, a aeronave utiliza hélio inerte e pode ser pilotada por controle remoto. Em seu segundo voo de teste em 24 de agosto de 2016, sofreu um acidente durante a aterrissagem, colidindo contra o solo, atingindo principalmente o cockpit. O acidente, que ocorreu em Bedfordshire, na Inglaterra, não causou ferimentos na tripulação. Apesar de suas impressionantes dimensões, a aeronave ganhou também atenção pelo seu desenho inusitado, recebendo pela imprensa do Reino Unido, o apelido de flying bum ("nádega voadora").